# Ulica św. Jerzego w Łodzi

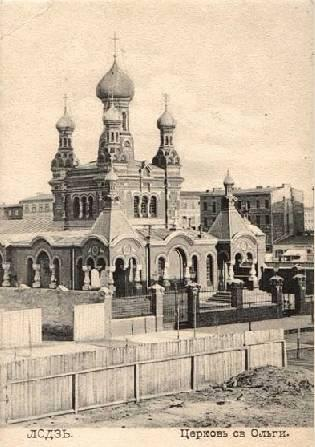
Fragment ulicy Ekaterynburskiej przy cerkwi św. Aleksego Metropolity Moskiewskiego (w podpisie błędnie jako cerkiew św. Olgi) – widok w kierunku południowo-wschodnim (1907)

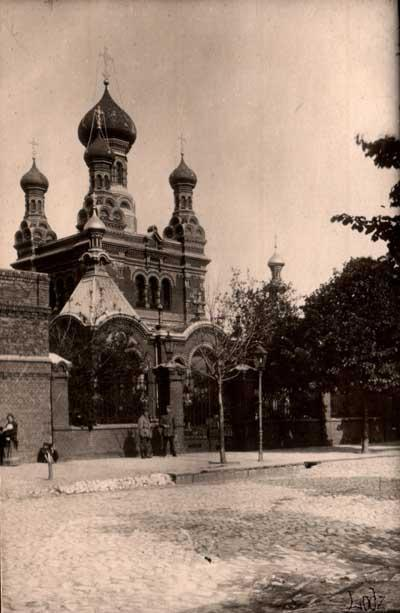
Ulica Ekaterynburska przy cerkwi św. Aleksego Metropolity Moskiewskiego – widok w kierunku południowo-wschodnim (1914)

Ulica św. Jerzego – krótka, licząca około 240 m długości ulica w środkowo-zachodniej części Łodzi, w północno-wschodniej części dawnej dzielnicy Polesie, w północnej części obszaru SIM Stare Polesie, biegnąca z południowego wschodu na północny zachód i łącząca ulice Legionów i Cmentarną.
Na całej długości ulicy obowiązuje ruch dwukierunkowy. Ma ona status drogi gminnej klasy D.
Ulica w całości znajduje się w obrębie rzymskokatolickiej parafii św. Józefa Oblubieńca Najświętszej Maryi Panny.

## Historia

### Historia

#### Do roku 1918
Historia ulicy wiąże się ze stacjonowaniem w Łodzi garnizonu wojsk Imperium Rosyjskiego. Została bowiem wytyczona w latach 90. XIX wieku podczas budowy koszar oraz cerkwi garnizonowej św. Aleksego Metropolity Moskiewskiego (1895–96) według projektu Franciszka Chełmińskiego, będącej darem mieszkańców Łodzi – m.in. Juliusza Heinzla, Izraela Poznańskiego i Karola Scheiblera – z okazji obchodów 100-lecia 37. Jekaterynburskiego Pułku Piechoty. Od nazwy pułku wzięła również swoją pierwszą nazwę: ulica Ekaterynburska , która została nadana 28 listopada 1896 roku – w przeddzień jubileuszu stulecia pułku. Na mapie sporządzonej przez Władysława Starzyńskiego w latach 1894–96 jest już widoczna – jako ulica Jekaterinburgska (Екатеринбургская улица).
Ulicę wytyczono na terenie, który w XVI wieku leżał w obrębie Pól Wżdżarowych, graniczących z lasem miejskim, którego pozostałością jest m.in. park im. Józefa Piłsudskiego na Zdrowiu. Od 1860 roku przystąpiono do rozplanowania i budowy dzielnicy nazwanej Wiązową, która przyjęła ostateczny kształt do końca XIX wieku. Ulica Ekaterynburska powstała na jej północno-zachodnim krańcu, tuż za tzw. linią miejską – planistyczną granicą zabudowy miejskiej obowiązującą od 1881 do około 1900 roku.
Architekt miejski Franciszek Chełmiński odnotował, iż nowo wytyczona ulica znalazła się wśród nielicznych łódzkich ulic, których szerokość (łącznie z chodnikami) była większa od występującej wówczas najczęściej szerokości 6–8 sążni rosyjskich (około 12,8–17,1 m). Ulica Ekaterynburska mierzyła 10 sążni ros. szerokości (około 21,3 m) – tyle samo, co ulice Inżynierska (również nowo wytyczona) i Spacerowa vel Promenada (ob. al. Tadeusza Kościuszki), południowa połowa ul. Piotrkowskiej oraz części ulic Dzielnej (ob. ul. prez. Gabriela Narutowicza), Pańskiej (ob. ul. Stefana Żeromskiego) i Pustej (ob. ul. Stanisława Wigury).
W pierwszych latach po wytyczeniu ulicy ciągnęły się po obu jej stronach głównie wolne, niezabudowane place. Na przełomie XIX i XX w. do wyjątków należały posesje pod numerami 9 (cerkiew pułkowa), 10 (własność Mordki Bendeta) i 20 (własność Ottona Kunkela).
W 1905 roku, pod numerem 22, Towarzystwo Akcyjne Izraela K. Poznańskiego wybudowało piętrowy budynek z czerwonej cegły, zaprojektowany przez łódzkiego architekta Adolfa Zeligsona, a przeznaczony dla robotników fabrycznych. Projekt obejmował ponadto budowę murowanej, małej, parterowej parowozowni, mogącej pomieścić trzy lokomotywy, oraz ustępów. Ta część projektu związana była z budową (w bezpośrednim sąsiedztwie) kolejowej bocznicy szlakowej, poprowadzonej równolegle do ulic Srebrzyńskiej i Ogrodowej od linii Kolei Warszawsko-Kaliskiej (ob. linii kolejowej nr 15 Bednary – Łódź Kaliska) do dawnych zakładów bawełnianych Izraela Poznańskiego przy ul. Ogrodowej 17.
Wolne place przy ulicy Ekaterynburskiej należały do jednych z najtańszych w Łodzi – w 1913 roku cena 1 łokcia kwadratowego miary nowopolskiej gruntu wynosiła 1 rubel 25 kopiejek. Mimo to przy ulicy pozostało jeszcze 8 wolnych placów. W ciągu 13 lat Mordka Bendet powiększył swój stan posiadania – należały już do niego kolejne dwie posesje (pod numerami 1 i 2). W Taryfie domów miasta Łodzi... z 1913 roku podano, że właścicielami pozostałych posesji byli:
- pod numerem 3 – małżonkowie Jan i Helena Nikitinowie,
- pod numerem 6 – Emanuel Henselmann,
- pod numerem 14 – Antoni Lubienicki,
- pod numerem 16 – Józef Laufer (fabryka wyrobów wełnianych Frajndli Laufer)[22],
- pod numerem 18 – Akcyjne Towarzystwo Izraela K. Poznańskiego,
- pod numerem 20 – Melida Fryda Radatz,
- pod numerem 21 – małżonkowie Jan Jakób i Marja Brickert.

W czasie I wojny światowej, pod okupacją niemiecką, nazwa ulicy została przetłumaczona na Jekaterinburger Straße . Rozebrano też wtedy wysokie dachy i wieżyczki z cebulastymi hełmami cerkwi św. Aleksego i zaplanowano jej gruntowną przebudowę, a świątynię wraz z przyległym terenem wykorzystywano już tylko jako ujeżdżalnię.
Mieczysław Hertz wspomina w opracowaniu Łódzki Bataljon Robotniczy. Z. A. B. 23 o tzw. czerwonych koszarach przy ul. Ekaterynburskiej, do których przeprowadzano z tzw. białych koszar przy ul. Pańskiej (ob. ul. Stefana Żeromskiego) – po kąpieli, odwszeniu, dezynfekcji odzieży oraz zaszczepieniu przeciwko ospie, cholerze i tyfusowi – zatrzymanych przez okupacyjne władze niemieckie łódzkich robotników. W czerwonych koszarach zaopatrywano ich w odzież, obuwie i kołdry (zakupione przez łódzki magistrat), a następnie wywożono koleją – jako robotników przymusowych – do Łomży i Osowca, a stamtąd do Heydekrug i Paszencina (lub Paszecina) w Prusach Wschodnich, gdzie w warunkach zimowych (1916/17) byli zatrudniani przy budowie linii kolejowej. Wątek ten znajduje odzwierciedlenie w zeznaniach poszkodowanych łódzkich robotników – Józefa Marszałka i Ignacego Grabiszewskiego, które złożyli oni przed Miejską Komisją Szacunkową w Łodzi latem 1917 roku.

#### Lata 1918–1945
W latach 1918–21 przy ul. Ekaterynburskiej 8 (późn. św. Jerzego 8) mieściły się składy Wydziału Zaprowiantowania Miasta, dzierżawione od Mordki Bendeta.
Po odzyskaniu przez Polskę niepodległości nowe władze Łodzi, w ramach usuwania nazewniczych śladów istnienia zaboru rosyjskiego, zmieniły w 1919 roku nazwę ulicy na św. Jerzego, patrona kościoła garnizonowego, przejętego wówczas przez kościół rzymskokatolicki  . Koszary pod numerem 3 zajął baon telefoniczny Wojska Polskiego oraz szpital dla koni, a koszary w sąsiedztwie – dowództwo baonu 31 Pułku Strzelców Kaniowskich.
W 1938 roku ulica została skanalizowana .
W 1940 roku okupacyjne władze niemieckie nadały ulicy nazwę Mackensenstraße .

#### Od roku 1945

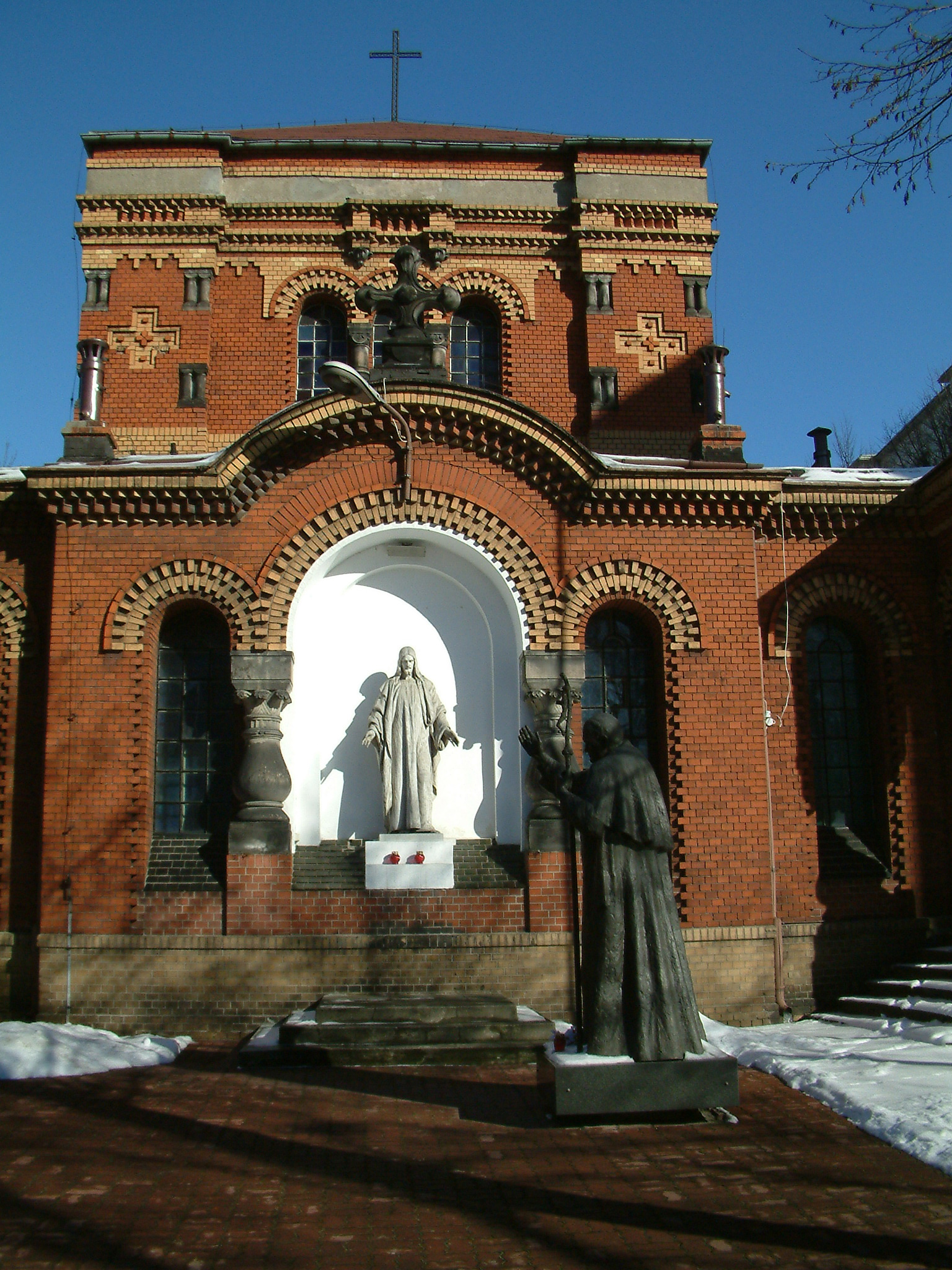
Pomnik papieża Jana Pawła II przed kościołem garnizonowym św. Jerzego (luty 2003)

Po wyzwoleniu Łodzi spod okupacji niemieckiej przywrócono na krótko nazwę św. Jerzego – pod nią ulica figuruje jeszcze na planie miasta wydanym w 1948 roku przez Wojskowy Instytut Geograficzny , choć w § 4. Statutu o podatku od psów na rzecz gminy miejskiej Łódź, uchwalonego 27 kwietnia 1945 roku i obowiązującego z mocą wsteczną od 1 kwietnia, nazwa ulicy podana jest już bez członu „św.”
Po roku 1948, w okresie Polski Ludowej obowiązywała nazwa: ulica Jerzego – i pod nią znajduje się nadal zarówno w bazie bibliograficznej ulic Łodzi Wojewódzkiej Biblioteki Publicznej im. Marszałka Józefa Piłsudskiego , jak i w gminnej ewidencji zabytków miasta Łodzi, choć na tablicach ulicznych i dostępnych współczesnych planach miasta figuruje ponownie pod nazwą przedwojenną.
W 1995 roku w opuszczonych przez urząd pracy budynkach pod numerem 10/12 (pierwotnie pełniących funkcję carskich koszar) powstały Pracownie Artystyczne „na Jerzego”. Ich historia sięga 1994 roku, gdy ówcześni mieszkańcy squatu przy ul. Jana Kilińskiego 210, chcąc uzyskać prawa do otrzymania własnych pracowni od Urzędu Miasta Łodzi, założyli Stowarzyszenie Twórców Kultury Niezależnej K-210.
27 czerwca 1998 roku przed kościołem garnizonowym św. Jerzego (pod numerem 9) odsłonięto i poświęcono pierwszy w Łodzi pomnik papieża Jana Pawła II, autorstwa Anny Wierzbowskiej-Grabiwody. Inicjatorem jego wzniesienia był ówczesny proboszcz parafii wojskowej – ks. płk Stanisław Rospondek.
W zakresie bezpieczeństwa ruchu drogowego w latach 2011–13 ulica znalazła się na 299. miejscu wśród 362 łódzkich ulic, na których doszło do wypadków (hierarchia malejąca – od ulic z największą liczbą zdarzeń). W tym okresie wydarzył się na niej tylko 1 wypadek, w którym 1 osoba została ranna.
29 marca 2016 roku, na podstawie uchwały Rady Miejskiej w Łodzi, ulica św. Jerzego znalazła się w granicach wyznaczonego uchwałą obszaru zdegradowanego i obszaru rewitalizacji miasta Łodzi. Rok później, 30 marca, uchwałą łódzkich radnych włączono ją do Specjalnej Strefy Rewitalizacji.

### Siedziby dawnych firm i instytucji
W okresie przed II wojną światową przy ul. św. Jerzego miały siedziby m.in.:
- nr 2 – Związek Strzelecki, Okręg Łódzki[44],
- nr 5/7 – Stowarzyszenie „Rodzina Wojskowa” i prowadzone przez nie przedszkole[45],
- nr 8 – składy Wydziału Zaprowiantowania Miasta, dzierżawione od Mordki Bendeta (lata 1918–21)[27], Północne Towarzystwo Transportów i Żeglugi (firma ekspedycyjna)[46],
- nr 14/16 – Zakłady Włókiennicze „B-cia Chabańscy, Windman i S-ka” w Łodzi (przemysł bawełniany, od 1922 roku)[g][47][48], „Frajndla Laufer i S-ka” – Przędzalnia[h][49],
- nr 20 – skład drewna budowlanego „Radacz i Fyc”[i][50], „Emil Radacz” – sprzedaż komisowa mąki (lata 1922–27)[51][52],
- nr 22 – Klub Sportowy IKP Łódź, powstały w 1928 roku jako wielosekcyjny klub przyzakładowy przy fabryce Izraela K. Poznańskiego (w pobliżu – przy ul. Srebrzyńskiej 10 – znajdowało się należące do klubu boisko sportowe)[53].

### Sławni mieszkańcy
- Jan Mieczysław Niwiński (właśc. Jan Mieczysław Księżyk[j]), aktor i literat – ul. św. Jerzego 20, lata 1936–39 (jako członek zespołu Teatrów Miejskich w Łodzi występował wówczas w łódzkim Teatrze Letnim „Bagatela”)[54][55],
- Piotr Wygachiewicz vel Marcelo Zammenhoff, artysta, performer, fotografik, realizator wideoklipów, konstruktor niepokojących machin, jeden z założycieli Stowarzyszenia Twórców Kultury Niezależnej K-210 i Pracowni Artystycznych – ul. św. Jerzego 10/12, od 1995 roku[56][57][58].

### Kalendarium zmian nazwy ulicy

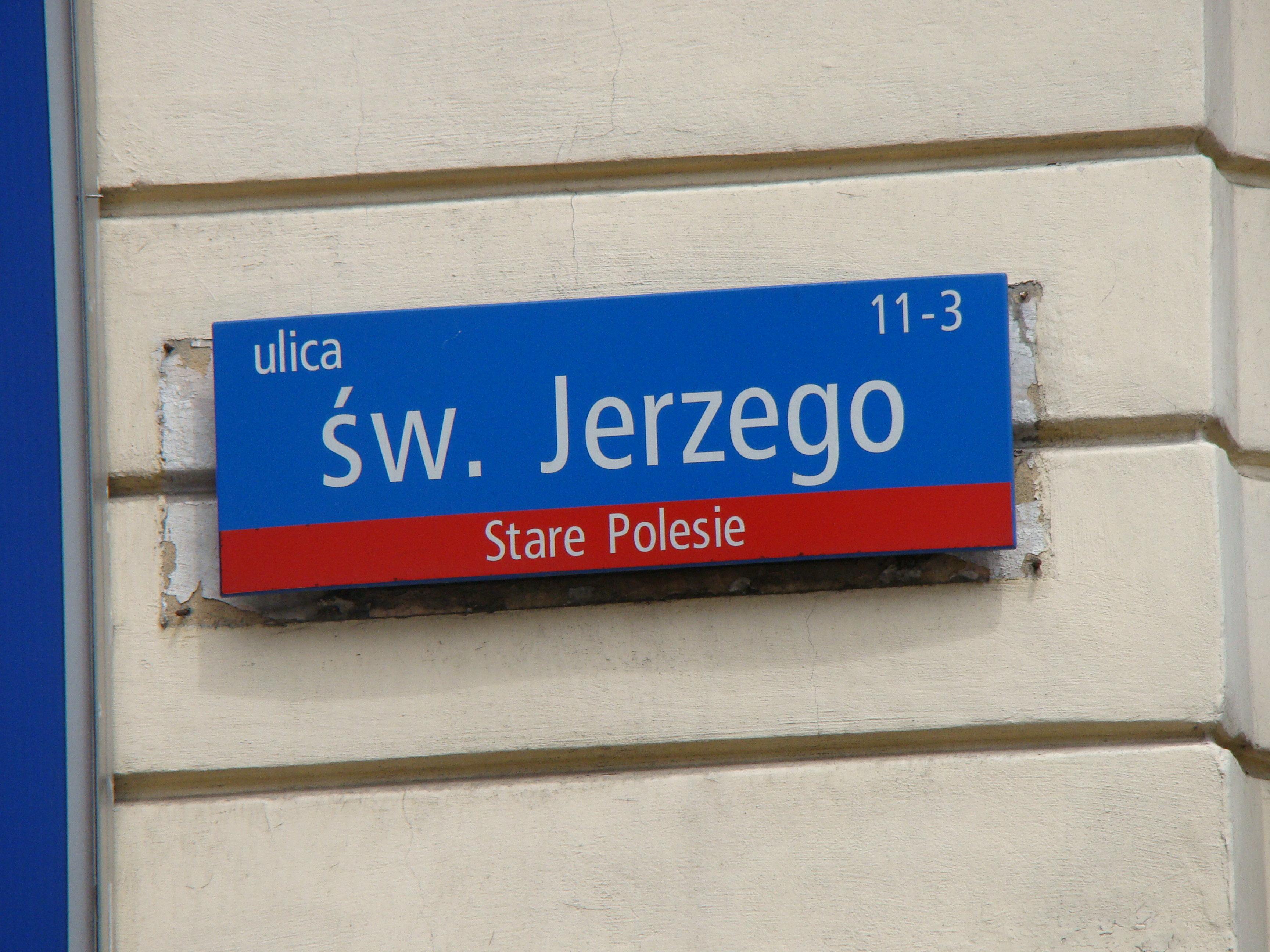
Tablica z nazwą ulicy (lipiec 2014)

| okres obowiązywania | nazwa                                                            |
| ------------------- | ---------------------------------------------------------------- |
| 1896–1915           | ulica Ekaterynburska (Jekaterinburgska) / Екатеринбургская улица |
| 1915–1918           | Jekaterinburger Straße                                           |
| 1918–1919           | ulica Ekaterynburska (Jekaterinburgska)                          |
| 1919–1940           | ulica św. Jerzego                                                |
| 1940–1945           | Mackensenstraße                                                  |
| 1945–1948           | ulica (św.?) Jerzego                                             |
| od 1948             | ulica Jerzego                                                    |

## Ulica św. Jerzego w kulturze
Nazwa ulicy pojawiła się (wśród nazw wielu innych łódzkich ulic) w tekście pierwszej zwrotki utworu pt. „Łódź” – zamieszczonego na wydanym w 2007 roku albumie zespołu NOT, zatytułowanym NOT.

## Obiekty

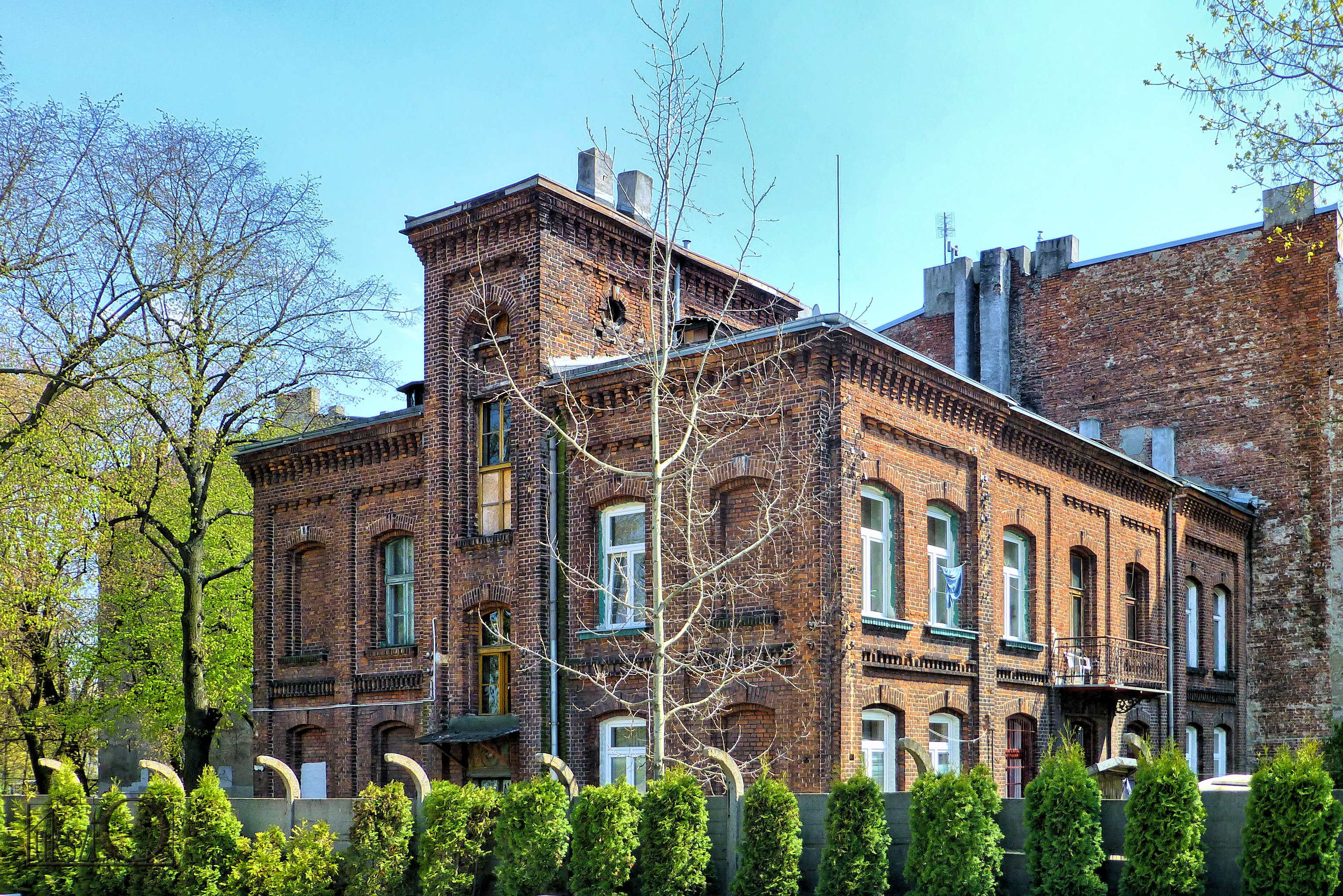
Kamienica pod numerem 22 – widok od strony ul. Cmentarnej w kierunku południowo-wschodnim (kwiecień 2016)

- północno-zachodni narożnik skrzyżowania z ul. Legionów – budynek hotelu „Reymont” (ul. Legionów 81), wzniesiony w latach 1927–30 jako siedziba władz garnizonu łódzkiego, zastąpił wzniesione w latach 90. XIX wieku koszary I batalionu 37. Jekaterynburskiego Pułku Piechoty,
- nr 5/7 – II Kolonia Funduszu Kwaterunku Wojskowego w Łodzi – cztery modernistyczne domy wielorodzinne przeznaczone dla oficerów WP, wzniesione według projektu Józefa Płoszki[61] [62] ,
- nr 9 – kościół garnizonowy św. Jerzego, a za nim plebania z kancelarią parafii wojskowej; przed kościołem – pierwszy w Łodzi pomnik papieża Jana Pawła II, autorstwa Anny Wierzbowskiej-Grabiwody, odsłonięty 27 czerwca 1998 roku[38][39],
- nr 10/12 – Pracownie Artystyczne w budynku dawnych koszar carskiej artylerii lekkiej[36][63] , siedziba Stowarzyszenia Artystów Św. Jerzego (KRS 0000231989); w okresie Polski Ludowej miały tam swoje siedziby: Zakład Rozliczeń Zmechanizowanych, Wojewódzka Spółdzielnia Spożywców „Społem” – Oddział Produkcji Piekarskiej, Dziewiarska Spółdzielnia Inwalidów „Zorza” (obecnie Warsztaty Terapii Zajęciowej przy Stowarzyszeniu Przyjaciół Osób Niepełnosprawnych "Nowa Zorza") i Przedsiębiorstwo Transportu Handlu Wewnętrznego nr 3, na przełomie lat 80. i 90. XX w. – urząd pracy[64], a od 1997 roku przez kilkanaście lat – Wyższa Szkoła Finansów i Informatyki im. prof. Janusza Chechlińskiego[65],
- nr 22 – kamienica z 1905 roku, projektu Adolfa Zeligsona, należąca pierwotnie do Towarzystwa Akcyjnego Izraela K. Poznańskiego[15],
- na skrzyżowaniu z ul. Cmentarną widoczne są pozostałości toru kolejowego (pierwotnie, od 1905 do około 2003 roku, krzyżującego się z linią tramwajową prowadzącą na Koziny[l]) – bocznicy poprowadzonej równolegle do ulic Srebrzyńskiej i Ogrodowej od linii Kolei Warszawsko-Kaliskiej (ob. linii kolejowej nr 15 Bednary – Łódź Kaliska) do dawnych zakładów bawełnianych Izraela Poznańskiego przy ul. Ogrodowej 17[16][17][66][67].

Według stanu na listopad 2017 roku do gminnej ewidencji zabytków miasta Łodzi były wpisane trzy obiekty przy ul. św. Jerzego:
- Kolonia Funduszu Kwaterunku Wojskowego pod numerem 5/7 – 4 budynki mieszkalne,
- dawna cerkiew prawosławna, obecnie rzymskokatolicki kościół garnizonowy św. Jerzego pod numerem 9,
- kamienica (budynek frontowy) pod numerem 22.

Ponadto ulica św. Jerzego stanowi cenną aleję o dużych walorach przyrodniczych, wysadzaną po obu stronach lipami i klonami jesionolistnymi.

## Numeracja i kody pocztowe
- Numery parzyste: 4–22c; w źródle z 1900 roku, jako Ekaterynburgska: 2–24[14]; w źródle z 1913 roku, jako Ekaterynburska: 2–20[21]
- Numery nieparzyste: 3–11; w źródle z 1900 roku, jako Ekaterynburgska: 1–19[69]; w źródle z 1913 roku, jako Ekaterynburska: 1–21[21]
- Kody pocztowe: 91-072 (cała)[70]

## Komunikacja miejska
Ulicą św. Jerzego nie przebiegają obecnie ani nie przebiegały w przeszłości żadne stałe linie MPK Łódź i innych przewoźników.